# Tommy Lynn Sells

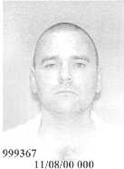

Tommy Lynn Sells (* 28. Juni 1964 in Oakland, Kalifornien; † 3. April 2014 in der Huntsville Unit, Huntsville, Texas) war ein US-amerikanischer Serienmörder, dem zwischen 13 und 70 Morde in verschiedenen Bundesstaaten zur Last gelegt wurden. Der als Coast to Coast Killer bezeichnete Sells soll die Taten in einem Zeitraum von 20 Jahren begangen haben und wurde am 3. April 2014 hingerichtet.

## Frühes Leben
Tommy Sells wurde zusammen mit seiner Zwillingsschwester Tammy 1964 im kalifornischen Oakland geboren. Seine Mutter Nina hatte bereits zwei Söhne. Nach 18 Monaten zog sie mit ihren Kindern zu Verwandten nach St. Louis, wo Tammy und Tommy an Gehirnhautentzündung erkrankten und Tammy dabei starb. Seine Mutter gab Tommy daraufhin zu einer Tante, bei der er vom zweiten bis zum fünften Lebensjahr wohnte. Als sie den Jungen behalten wollte, da sich seine Mutter fast nie um ihn kümmerte, kam es zum Streit mit Nina, die daraufhin Tommy abholte und ihm jeglichen weiteren Kontakt mit seiner Tante untersagte. Im Alter von sieben Jahren wurde er chronischer Schulschwänzer und verbrachte viel Zeit mit einem Mann aus der Nachbarschaft, der später als Pädophiler identifiziert wurde und dem nachgewiesen wurde, dass er mehrere Kinder, darunter auch Sells, sexuell missbraucht hatte. Sells begann früh mit dem Konsum von Alkohol und Marihuana. Nachdem er versucht hatte, seine Mutter zu vergewaltigen, musste er sich einer psychiatrischen Untersuchung unterziehen.
Mit 14 Jahren lief er von zu Hause weg, gab sich als Erwachsener aus und reiste quer durch die USA. Er bestritt seinen Lebensunterhalt durch Diebstähle und Gelegenheitsarbeiten. Er wurde 1990 wegen Diebstahls zu einer Gefängnisstrafe verurteilt, wobei auch seine Drogenabhängigkeit behandelt wurde. 1991 unternahm Sells den Versuch, eine junge Frau zu vergewaltigen und zu erstechen, ließ aber aufgrund ihres zu heftigen Widerstandes von ihr ab und konnte bei der Flucht von Passanten überwältigt werden. Er wurde wegen versuchter Vergewaltigung und versuchten Mordes erneut zu einer Haftstrafe verurteilt.

## Mordserie
In der Nacht vom 30. auf den 31. Dezember 1999 brach Sells in ein Haus in Del Rio, Texas, ein, verging sich sexuell an der 13-jährigen Kaylene Harris und ermordete sie durch Messerstiche. Als er anschließend deren 10-jährige Freundin Krystal Surles entdeckte, die ebenfalls im Raum war, schnitt er ihr die Kehle durch und flüchtete. Surles überlebte jedoch und konnte Hilfe rufen, zudem half sie der Polizei bei der Erstellung eines Phantombildes. Ein Freund der Familie Harris glaubte auf dem Bild Tommy Sells zu erkennen, den er aus der örtlichen Kirchengemeinde kannte. Die Ermittler zeigten Surles daraufhin im Krankenhaus eine Liste mit verschiedenen Fotos aus der Verbrecherkartei, wobei sie sofort Tommy Sells als den Angreifer identifizierte. Als die Polizei Sells zum Verhör abholte, gestand er die Tat sofort. Im Lauf der Zeit bekannte er sich zu rund 60 weiteren Tötungsdelikten in diversen Bundesstaaten. In einigen Fällen führte er die Ermittler zu den Tatorten, gab Täterwissen preis und/oder konnte durch Indizien und DNA-Spuren schwer belastet werden. 
Er gestand, 1979 während eines Einbruches in Mississippi einen Mann ermordet und 1980 zwei weitere Männer in Kalifornien ermordet zu haben. Er wird auch verdächtigt, 1983 eine Frau und deren Tochter getötet zu haben. Zudem kommt er für den 1985 begangenen Mord an Ena Cordt und ihrem 4-jährigen Sohn in Missouri als Tatverdächtiger in Frage. Zeugen hatten ausgesagt, dass Sells am Tag des Mordes mit Ena von einem Volksfest wegging, zudem fand man an den Leichen seine DNA-Spuren. Sells gab lediglich zu, an diesem Tag einvernehmlichen Geschlechtsverkehr mit Ena Cordt gehabt zu haben und danach gegangen zu sein. Zudem wird er für die Ermordung der Familie Dardeen in Illinois im Jahr 1987 verantwortlich gemacht; Sells gestand, beim Einbruch in deren Haus den 3-jährigen Sohn erschlagen zu haben. Dessen hochschwangere Mutter erlebte durch diesen Schock eine Frühgeburt, worauf er sie vergewaltigte, einen Baseballschläger nahm und das Neugeborene und die Mutter erschlug. Den Vater führte er auf ein Feld, tötete ihn durch einen Kopfschuss und verstümmelte anschließend seine Genitalien. Im selben Jahr verschwand die Anhalterin Stephanie Stroh, die zuletzt dabei beobachtet worden war, wie sie in Sells Fahrzeug stieg. Von ihr fehlt bis heute jede Spur. Für denselben Zeitraum gestand er die Ermordung einer Jugendlichen in New Hampshire, einer Frau mit ihrem Kind in Idaho, eines Obdachlosen in Arizona, einer Prostituierten in Kalifornien und einer weiteren Anhalterin in Oregon. Kurz bevor er 1991 wegen versuchten Mordes in Charleston, West Virginia, verurteilt wurde, soll er laut eigener Aussage in derselben Stadt eine Frau zusammen mit ihrer Tochter ermordet haben, zudem gestand er die Ermordung der 13-jährigen Stephanie Mahaney in Minnesota. 

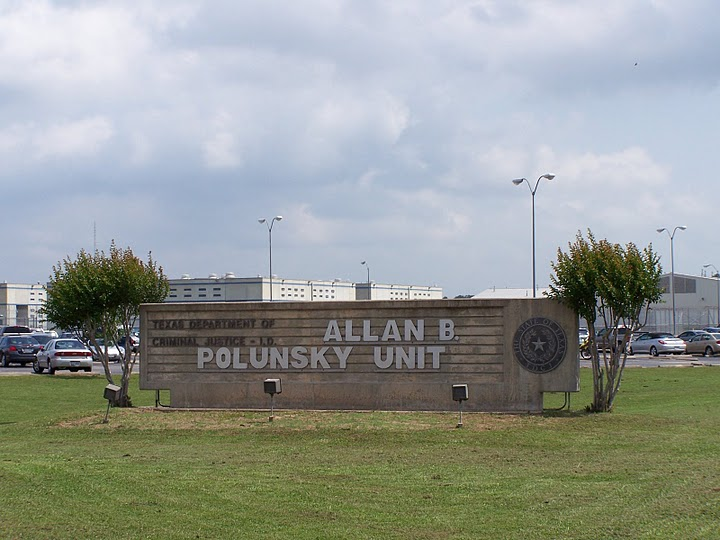
Allan B. Polunsky Unit

Am 4. April 1999 soll er laut Ermittlern in Tennessee in einen Wohnwagen eingedrungen sein, eine 32-jährige Frau und deren 8-jährige Tochter vergewaltigt und anschließend beide erstochen haben. Am 18. April soll er die 9-jährige Mary Perez in Texas entführt, vergewaltigt, gefoltert, ermordet und in einen Fluss geworfen haben, wo sie zehn Tage später gefunden wurde. Außerdem wird ihm vorgeworfen, am 13. Mai die 13-jährige Haley McHone in Kentucky vergewaltigt und erwürgt zu haben. Zeugen hatten ihn beobachtet, wie er ihr Fahrrad verkaufte.

## Verurteilung
Die Ermittler schreiben Sells mindestens 13 Morde in sieben Bundesstaaten zu, obwohl er während eines Interviews mit dem Gerichtspsychiater Michael Stone angab, etwa 50 bis 70 Menschen getötet zu haben. Er sagte aus, sich wegen seines exzessiven Drogen- und Alkoholkonsums besonders in der Zeit vor seiner ersten Inhaftierung nicht mehr genau an alle Opfer zu erinnern, zudem verübte er die Taten in einem Zeitraum von 20 Jahren in vielen verschiedenen Bundesstaaten, was die Ermittlungen erschwerte. 
Am 20. September 2000 wurde Tommy Sells wegen Mordes an Kaylene Harris zum Tode verurteilt und am 8. November in den Todestrakt der Polunsky Unit in Livingston, Texas verlegt. 
Er wurde am 3. April 2014 in der Huntsville Unit, Texas, durch die Giftspritze hingerichtet.